# The Ultimate Fighter: Team GSP vs. Team Koscheck Finale
The Ultimate Fighter: Team GSP vs. Team Koscheck Finale è stato un evento di arti marziali miste organizzato dalla Ultimate Fighting Championship che si è tenuto il 4 dicembre 2010 al Palms Casino Resort di Las Vegas, Stati Uniti.

## Retroscena
È stato il primo evento nella storia dell'UFC a prevedere incontri di pesi piuma e pesi gallo, categorie ereditate dall'acquisizione della WEC, benché la sfida di pesi gallo tra Will Campuzano e Nick Pace divenne un incontro catchweight in quanto Pace eccedette rispetto al limite di peso.
Tyler Toner avrebbe dovuto affrontare Leonard Garcia, ma quest'ultimo diede forfait e venne sostituito con Ian Loveland; Leonard Garcia successivamente rientrò nella card per sostituire l'indisponibile Alex Caceres nel match contro Nam Phan.

## Risultati

### Card preliminare
- Incontro categoria Pesi Medi:  Rich Attonito contro  David Branch

Branch sconfisse Attonito per decisione unanime (30–27, 30–27, 30–27).
- Incontro categoria Pesi Piuma:  Fredson Paixão contro  Pablo Garza

Garza sconfisse Paixão per KO (ginocchiata in salto) a 0:51 del primo round.
- Incontro categoria Catchweight (138 libbre):  Will Campuzano contro  Nick Pace

Pace sconfisse Campuzano per sottomissione (pillory choke) a 4:32 del terzo round.
- Incontro categoria Pesi Leggeri:  Sako Chivitchian contro  Kyle Watson

Watson sconfisse Chivitchian per decisione unanime (30–27, 30–27, 29–28).
- Incontro categoria Pesi Piuma:  Tyler Toner contro  Ian Loveland

Loveland sconfisse Toner per decisione unanime (30–27, 30–26, 29–28).
- Incontro categoria Pesi Leggeri:  Cody McKenzie contro  Aaron Wilkinson

McKenzie sconfisse Wilkinson per sottomissione (ghigliottina) a 2:03 del primo round.

### Card principale
- Incontro categoria Pesi Piuma:  Leonard Garcia contro  Nam Phan

Garcia sconfisse Phan per decisione divisa (29–28, 27–30, 29–28).
- Incontro categoria Pesi Welter:  Johny Hendricks contro  Rick Story

Story sconfisse Hendricks per decisione unanime (29–28, 29–28, 29–28).
- Finale del torneo dei Pesi Leggeri TUF 12:  Jonathan Brookins contro  Michael Johnson

Brookins sconfisse Johnson per decisione unanime (29–28, 29–28, 29–27) e vinse il torneo dei pesi leggeri TUF 12.
- Incontro categoria Pesi Medi:  Demian Maia contro  Kendall Grove

Maia sconfisse Grove per decisione unanime (29–28, 29–28, 29–28).
- Incontro categoria Pesi Mediomassimi:  Stephan Bonnar contro  Igor Pokrajac

Bonnar sconfisse Pokrajac per decisione unanime (29–26, 29–26, 29–26). Ad entrambi i lottatori venne dedotto un punto per varie infrazioni del regolamento.

## Premi
I seguenti lottatori sono stati premiati con un bonus di 30.000 dollari:
- Fight of the Night:  Leonard Garcia contro  Nam Phan
- Knockout of the Night:  Pablo Garza
- Submission of the Night:  Cody McKenzie